# Белые люди (рассказ)
«Белые люди» (англ. The White People) — рассказ валлийского писателя Артура Мейчена в жанре ужасов. Написан в конце 1890-х годов и впервые опубликован в 1904 году в журнале «Horlick’s Magazine» под редакцией А. Э. Уэйта, друга Махена, а затем переиздан в сборнике Мейчена «Дом душ» (1906). С тех пор рассказ упоминался как важный пример в жанре фантастики и ужасов, повлиявший на поколения более поздних писателей. Лавкрафт заимствовал отсюда название для языка Акло.

## Сюжет
Обсуждение между двумя мужчинами природы зла приводит к тому, что один из них показывает таинственную Зеленую книгу. Это дневник молодой девушки, в котором она в простодушной, вызывающей воспоминания прозе описывает свои странные впечатления от сельской местности, в которой она живет, а также беседы с няней, которая знакомит ее с тайным миром фольклора и черной магии. Повсюду девушка делает загадочные аллюзии на такие темы, как «нимфы», «долы», «вулы», «белые, зеленые и алые церемонии», «Письмена Акло», языки «Ксу» и языки «Чиан», «игры Мао» и игра «Город Троя» (англ. «Aklo letters», «Xu», «Chian» languages, «Mao games», and a game «Troy Town»). Последняя из них является отсылкой к реальным практикам, связанным с лабиринтами и ритуальными танцами). Рассказ девушки постепенно развивает нарастающую атмосферу ожидания с намеками на колдовство только для того, чтобы резко обрываться как раз в тот момент, когда высшее откровение кажется неизбежным. Возвращаясь к фреймовой истории, хранитель дневника сообщает, что тело девушки позже было найдено мертвым возле, казалось бы, языческой статуи в лесу. Он добавляет, что она «вовремя отравилась», проводя аналогию с ребенком, находящим ключ к запертой аптечке.

## Вдохновение
Рассказ был написан в конце 1890-х годов в попытках найти направление для задуманного романа Мейчена, другие результаты которого были опубликованы как новелла «Фрагмент жизни» («Дом душ») и как сборник стихов в прозе «Украшения из нефрита» (1924). Мейчен много читал мистическую литературу и фольклор с тех пор, как один из первых работодателей поручил ему каталогизировать оккультные книги, и его знания придали его рассказу глубину и правдоподобие, необычную для таких произведений.
Мейчен много читал в мистической литературе и фольклоре с тех пор, как один из первых работодателей поручил ему каталогизировать оккультные книги, и его знания придали его рассказу глубину и правдоподобие, необычные для таких произведений.
Использование Зеленой книги в качестве фальшивого документа уходит корнями в готические традиции и похоже на использование таких документов Брэмом Стокером в романе «Дракула» и на использование Лавкрафтом «Некрономикона», а также писем или дневника Уилбура Уэйтли в «Ужас Данвича». Некоторые из странных слов и имен в «Зеленой книге» на самом деле являются оккультными терминами, но большинство из них были придуманы Мейченом для этого рассказа. Некоторые из них будут подхвачены более поздними авторами сверхъестественной фантастики, после того как Лавкрафт использовал «Акло» в связи с заклинанием «Саваоф» в романе «Случай Чарльза Декстера Варда» и рассказе «Ужас Данвича».
В дневнике девушки есть отрывок, в котором упоминается Акло:

Я не должен записывать ни настоящих названий дней и месяцев, которые я узнал год назад, ни способа составления «букв Акло», ни языка «Цзян», ни великих прекрасных «кругов», ни «Mao игр», ни «главные песни». Я могу написать что-нибудь обо всех этих вещах, но не о том, как это сделать, по особым причинам.Оригинальный текст (англ.)I must not write down the real names of the days and months which I found out a year ago, nor the way to make the "Aklo letters", or the "Chian" language, or the great beautiful "Circles", nor the "Mao Games", nor the "chief songs". I may write something about all these things but not the way to do them, for peculiar reasons.

## Прием
Рассказ часто переиздавался, а исследователи и любители фантастики часто называют его классикой жанра сверхъестественных ужасов . Э. Ф. Блейлер писал, что повествование в Зеленой книге «вероятно, является лучшим рассказом о сверхъестественном, возможно, всего столетия в литературе».
Майкл Дирда заявил: «Если бы я перечислил величайшие рассказы о сверхъестественном всех времен, я бы начав с „Белые люди“ Артура Мейчена о бессознательном посвящении молодой девушки в древний потусторонний культ».
С. Т. Джоши назвал дневник «шедевром косвенности и сюжетом для Лавкрафта, рассказанным Джеймсом Джойсом».
Лавкрафт писал, что «повествование Мейчена, — триумф искусной избирательности и сдержанности, накапливает огромную силу, поскольку течет в потоке ощущений, как невинный детский лепет». Лавкрафт перенял некоторые приемы и терминологию Мейчена для использования в основе Мифов Ктулху, как язык Акло, на котором говорят инопланетяне.
Рассказ также послужил источником вдохновения для романа Т. Э. Д. Кляйна «Церемонии».

## В культуре
Сюжет рассказ, возможно, повлиял на фильм Гильермо дель Торо «Лабиринт Фавна».
Роман Т. Зимородка (Урсула Вернон) «Искривленные» (2019) представляет собой современный взгляд на эту историю.